# Wierzba (województwo warmińsko-mazurskie)
Wierzba – wieś w Polsce,  w sołectwie Popielno, położona w województwie warmińsko-mazurskim, w powiecie piskim, w gminie Ruciane-Nida.
W Wierzbie znajduje się przeprawa promowa przez jezioro Bełdany.
W latach 1975–1998 miejscowość należała administracyjnie do województwa suwalskiego.

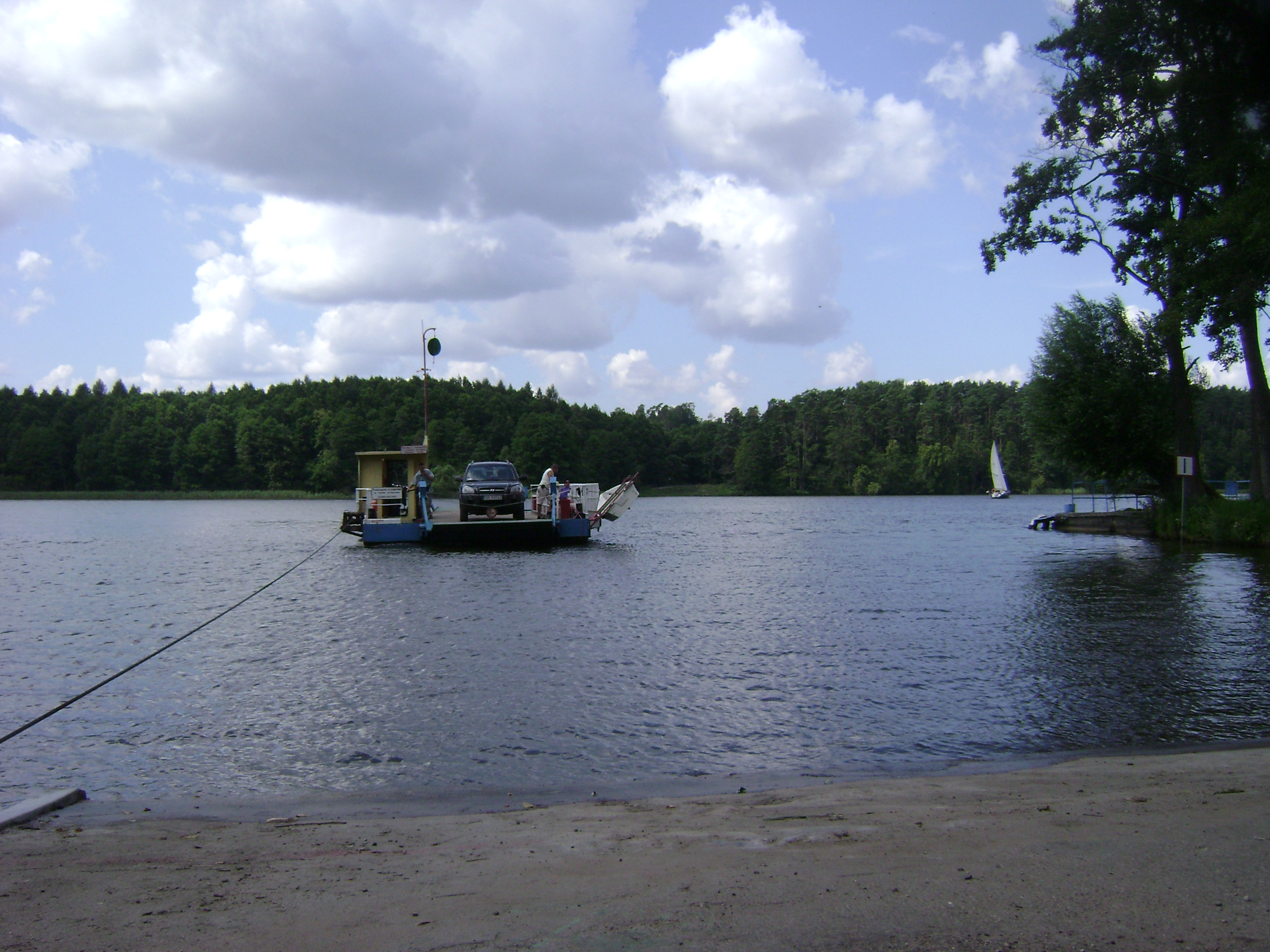
Prom przez Bełdany